# Liste der Brücken in Wien/Währing
Diese Liste beinhaltet jene Wiener Brücken, die sich im 18. Bezirk Währing befinden. Weitere Brücken, die an den 18. Bezirk grenzen oder sich nur teilweise auf seinem Bezirksgebiet befinden, von der Brückeninformation Wien aber anderen Bezirken zugeordnet sind, befinden sich in den jeweiligen Listen der angrenzenden Bezirke.

## Brücken
| Objekt / Teilobjekt                              | Foto | Lage                                      | Verwaltung / Objektnr. | System                                | Material                | Brückenklasse            | Länge (m) | Breite (m) | Baujahr | Anmerkungen                                           |
| ------------------------------------------------ | ---- | ----------------------------------------- | ---------------------- | ------------------------------------- | ----------------------- | ------------------------ | --------- | ---------- | ------- | ----------------------------------------------------- |
| Aussichtsturmbrücke                              | 1    | Türkenschanzpark Standort                 | Gemeinde B180400       | Balken/Plattentragwerk freiaufliegend | Stahl                   | Fußgängerbrücke Klasse I | 15        | 4          | 1972    |                                                       |
| Dürwaringbrücke HERIS-ID: 63665 Objekt-ID: 76351 | 1    | Bastiengasse Standort                     | Gemeinde B180101       | Gewölbe geschlossen                   | Beton                   | Straßenbrücke Klasse I   | 17        | 12         | 1910    | Die Brücke steht unter Denkmalschutz (Listeneintrag). |
| Kreuzgassenbrücke                                | 1    | Kreuzgasse (Hernals und Währing) Standort | Gemeinde B181000       | Balken/Plattentragwerk freiaufliegend | Stahlbeton, Normalbeton | Straßenbrücke Klasse I   | 37        | 21         | 1980    |                                                       |
| Michelbeuernsteg Ost                             | 1    | Standort                                  | Gemeinde B180700       | Balken/Plattentragwerk freiaufliegend | Stahlbeton, Normalbeton | Fußgängerbrücke Klasse I | 33        | 5          | 1987    |                                                       |
| Michelbeuernsteg West                            | 1    | Standort                                  | Gemeinde B180800       | Balken/Plattentragwerk freiaufliegend | Stahlbeton, Normalbeton | Fußgängerbrücke Klasse I | 27        | 5          | 1987    |                                                       |
| Michelbeuernsteg Nord                            | 1    | Standort                                  | Gemeinde B180900       | Balken/Plattentragwerk durchlaufend   | Stahlbeton, Normalbeton | Fußgängerbrücke Klasse I | 48        | 3          | 1987    |                                                       |
| Priessnitzsteg                                   | 1    | Türkenschanzpark Standort                 | Gemeinde B180500       | Balken/Plattentragwerk freiaufliegend | Holz                    | Fußgängerbrücke Klasse I | 5         | 4          | 1972    |                                                       |
| Rohrdurchlass Dürwaringgraben                    | 1    | Blaselgasse Standort                      | Gemeinde B180200       | sonstige Konstruktion                 | Beton                   | Fußgängerbrücke Klasse I | 2         | 7          | 1954    |                                                       |
| Steg Parkplatz Geroldgasse                       | 1    | Standort                                  | Gemeinde B181100       | Balken/Plattentragwerk freiaufliegend | Holz                    | Fußgängerbrücke Klasse I | 2         | 1          | 2005    |                                                       |
| Wasserfallsteg                                   | 1    | Türkenschanzpark Standort                 | Gemeinde B180600       | Balken/Plattentragwerk freiaufliegend | Holz                    | Fußgängerbrücke Klasse I | 5         | 6          | 1972    |                                                       |